# Богациця (Опольське воєводство)
Богациця (пол. Bogacica, нім. Bodland) — село в Польщі, у гміні Ключборк Ключборського повіту Опольського воєводства.
Населення — 1506 осіб (2011).

## Демографія
Демографічна структура станом на 31 березня 2011 року:
|          | Загалом | Допрацездатний вік | Працездатний вік | Постпрацездатний вік |
| -------- | ------- | ------------------ | ---------------- | -------------------- |
| Чоловіки | 732     | 121                | 528              | 83                   |
| Жінки    | 774     | 127                | 474              | 173                  |
| Разом    | 1506    | 248                | 1002             | 256                  |